# Bob-Europacup 2017/18
Der Bob-Europacup 2017/18 ist eine von der International Bobsleigh & Skeleton Federation (IBSF) veranstaltete Rennserie, die mit dem Nordamerikacup 2017/18 zum Unterbau des Weltcups 2017/18 gehört. Er begann am 11. November 2017 in Lillehammer und endete am 14. Januar 2018 in Winterberg. Die Ergebnisse der Saisonrennen an sechs verschiedenen Wettkampforten flossen in das IBSF Bob-Ranking 2017/18 ein.

## Frauen

### Veranstaltungen
| Datum             | Ort         | Sieger                            | Zweite                                  | Dritte                                                               |
| ----------------- | ----------- | --------------------------------- | --------------------------------------- | -------------------------------------------------------------------- |
| 11. November 2017 | Lillehammer | Katrin Beierl Jennifer Onasanya   | Christin Senkel Franziska Bertels       | Kim Kalicki Lisa Gericke                                             |
| 12. November 2017 | Lillehammer | Katrin Beierl Jennifer Onasanya   | Laura Nolte Lena Zelichowski            | Kim Kalicki Lisa Gericke                                             |
| 24. November 2017 | Altenberg   | Christin Senkel Franziska Bertels | Laura Nolte Lena Zelichowski            | Sandra Kroll Stefanie Pähler                                         |
| 1. Dezember 2017  | Königssee   | Katrin Beierl Jennifer Onasanya   | Christin Senkel Franziska Bertels       | Maria Adela Constantin Florentina Iușco                              |
| 2. Dezember 2017  | Königssee   | Katrin Beierl Jennifer Onasanya   | Christin Senkel Leonie Fiebig           | Sabina Hafner Rahel Rebsamen Maria Adela Constantin Florentina Iușco |
| 15. Dezember 2017 | La Plagne   | Christin Senkel Leonie Fiebig     | Maria Adela Constantin Florentina Iușco | Laura Nolte Lena Zelichowski                                         |
| 5. Januar 2018    | Innsbruck   | Christin Senkel Lena Zelichowski  | Laura Nolte Livinia Pittschaft          | Sabrina Duljevic Lisa Gericke                                        |
| 31. Januar 2020   | Winterberg  | Christin Senkel Lena Zelichowski  | Kim Kalicki Sarah Noll                  | Laura Nolte Vivian Hanusch                                           |

### Gesamtwertung
| Platz | Sportlerin        | Land                   | Punkte |
| ----- | ----------------- | ---------------------- | ------ |
| 1     | Christin Senkel   | Deutschland            | 906    |
| 2     | Laura Nolte       | Deutschland            | 778    |
| 3     | Ljubow Tschernych | Russland               | 572    |
| 4     | Martina Fontanive | Schweiz                | 492    |
| 5     | Katrin Beierl     | Österreich             | 480    |
| 6     | Kim Kalicki       | Deutschland            | 410    |
| 7     | Polina Nazaruk    | Russland               | 360    |
| 8     | Maria Constantin  | Vereinigtes Königreich | 292    |
| 9     | Sandra Kroll      | Deutschland            | 282    |
| 10    | Paulina Götschi   | Schweiz                | 244    |

## Männer

### Veranstaltungen
| Datum             | Ort         | Disziplin | Sieger                                                                             | Zweiter                                                                   | Dritter                                                                   |
| ----------------- | ----------- | --------- | ---------------------------------------------------------------------------------- | ------------------------------------------------------------------------- | ------------------------------------------------------------------------- |
| 11. November 2017 | Lillehammer | 2er       | Clemens Bracher Michael Kuonen                                                     | Richard Oelsner Alexander Schüller                                        | Frankreich Lionel Lefebrve                                                |
| 12. November 2017 | Lillehammer | 2er       | Clemens Bracher Michael Kuonen                                                     | Bennet Buchmüller Issam Ammour                                            | Christoph Hafer Philipp Schneider                                         |
| 23. November 2017 | Altenberg   | 2er       | Christoph Hafer Tobias Schneider                                                   | Dominik Dvořák Jakub Nosek                                                | Bennet Buchmüller Issam Ammour                                            |
| 24. November 2017 | Altenberg   | 2er       | Mateusz Luty Krzysztof Tylkowski                                                   | Christoph Hafer Michael Salzer                                            | Frankreich Bruno Naprix                                                   |
| 7. Dezember 2014  | Altenberg   | 4er       | ÖsterreichMarkus Treichl Ekemini Bassey Angel Somov Markus Glück                   | DeutschlandChristoph Hafer Tobias Schneider Markus Reichle Michael Salzer | TschechienJan Vrba Dominik Suchý Jan Stokláska David Egydy                |
| 1. Dezember 2017  | Königssee   | 2er       | Johannes Lochner Joshua Bluhm                                                      | Dominik Dvořák Jakub Nosek                                                | Benjamin Maier Kilian Walch                                               |
| 2. Dezember 2017  | Königssee   | 4er       | DeutschlandPablo Nolte Paul Straub Benedikt Hertel Alexander Schüller              | SchweizRico Peter Thomas Amrhein Alex Baumann Simon Friedli               | DeutschlandChristoph Hafer Tobias Schneider Michael Salzer Markus Reichle |
| 3. Dezember 2017  | Königssee   | 4er       | DeutschlandChristoph Hafer Tobias Schneider Korbinian Reichenberger Michael Salzer | RusslandMaxim Andrianow Juri Selichow Michail Mordassow Ruslan Samitow    | ÖsterreichMarkus Treichl Markus Glück Marco Rangl Ekemini Bassey          |
| 15. Dezember 2017 | La Plagne   | 2er       | Christoph Hafer Tobias Schneider                                                   | Benett Buchmüller Christian Hammers                                       | Mihai Țentea Nicolae Ciprian Daroczi                                      |
| 16. Dezember 2017 | La Plagne   | 4er       | DeutschlandChristoph Hafer Korbinian Reichenberger Michael Salzer Tobias Schneider | DeutschlandJonas Jannusch Christian Ebert Christian Jagusch Bastian Heber | DeutschlandPablo Nolte Alexander Mair Marcel Kirstges Florian Bauer       |
| 17. Dezember 2017 | La Plagne   | 4er       | DeutschlandChristoph Hafer Michael Salzer Korbinian Reichenberger Tobias Schneider | ItalienSimone Bertazzo Mattia Variola Federico Comel Francesco Costa      | TschechienJan Vrba Jan Stokláska Dominik Suchý David Egydy                |
| 12. Januar 2018   | Winterberg  | 2er       | Richard Oelsner Alexander Schüller                                                 | Christoph Hafer Tobias Schneider                                          | Pablo Nolte Florian Bauer                                                 |
| 13. Januar 2018   | Winterberg  | 4er       | DeutschlandRichard Oelsner Benedikt Hertel Alexander Schüller Paul Straub          | DeutschlandChristoph Hafer Lukas Frytz Henrik Bosse Michael Salzer        | DeutschlandJonas Jannusch Christian Jagusch Bastian Heber Christian Ebert |
| 14. Januar 2018   | Winterberg  | 4er       | DeutschlandRichard Oelsner Alexander Schüller Benedikt Hertel Paul Straub          | DeutschlandPablo Nolte Florian Bauer Alexander Mair Matthias Sommer       | DeutschlandChristoph Hafer Lukas Frytz Michael Salzer Henrik Bosse        |

### Gesamtwertung Zweierbob
| Platz | Sportler              | Land        | Punkte |
| ----- | --------------------- | ----------- | ------ |
| 1     | Christoph Hafer       | Deutschland | 820    |
| 2     | Pablo Nolte           | Deutschland | 738    |
| 3     | Bennet Buchmüller     | Deutschland | 700    |
| 4     | Miahi Cristian Tentea | Rumänien    | 666    |
| 5     | Dominik Dvořák        | Tschechien  | 469    |
| 6     | Dmitri Popow          | Russland    | 480    |
| 7     | Romain Heinrich       | Frankreich  | 476    |
| 8     | Mateusz Luty          | Polen       | 464    |
| 9     | Alexander Bredichin   | Russland    | 456    |
| 10    | Ralfs Bērziņš         | Lettland    | 444    |

### Gesamtwertung Viererbob
| Platz | Sportler            | Land        | Punkte |
| ----- | ------------------- | ----------- | ------ |
| 1     | Christoph Hafer     | Deutschland | 880    |
| 2     | Bennet Buchmüller   | Deutschland | 704    |
| 3     | Pablo Nolte         | Deutschland | 652    |
| 4     | Radek Matoušek      | Slowakei    | 592    |
| 5     | Jonas Jannusch      | Deutschland | 560    |
| 6     | Dorin Grigore       | Rumänien    | 501    |
| 7     | Dmitri Popow        | Russland    | 488    |
| 8     | Ralfs Bērziņš       | Lettland    | 271    |
| 9     | Jan Vrba            | Tschechien  | 452    |
| 10    | Alexander Bredichin | Russland    | 428    |

### Gesamtwertung Kombination
| Platz | Sportler            | Land        | Punkte |
| ----- | ------------------- | ----------- | ------ |
| 1     | Christoph Hafer     | Deutschland | 1700   |
| 2     | Bennet Buchmüller   | Deutschland | 1404   |
| 3     | Pablo Nolte         | Deutschland | 1390   |
| 4     | Radek Matoušek      | Slowakei    | 1000   |
| 5     | Mihai Țentea        | Rumänien    | 995    |
| 6     | Dmitri Popow        | Russland    | 968    |
| 7     | Dominik Dvořák      | Tschechien  | 916    |
| 8     | Ralfs Bērziņš       | Lettland    | 915    |
| 9     | Alexander Bredichin | Russland    | 884    |
| 10    | Jan Vrba            | Tschechien  | 864    |